# Cosmophasis bitaeniata
Cosmophasis bitaeniata (лат.) — вид пауков из семейства пауков-скакунов (Salticidae).

## Распространение
Виды известны в Индонезии (острова Кей), Новой Гвинее (Мерауке, Центральная провинция), Австралии (Новый Южный Уэльс, Квинсленд и Северная территория), на островах Фиджи и Микронезии.

## Образ жизни
Паук — мирмекофил. Cosmophasis bitaeniata живёт в ассоциации с азиатским муравьём-портным (Oecophylla smaragdina). Паук выделяет феромон, с помощью которого муравьи признают его за представителя своего вида. Муравьи других видов кусают этого паука. Он охотится на личинок муравьёв, выхватывая их из нижних челюстей рабочих.